# Közép-patak lápja
Újtusnádtól 1 km-re délre, az Olt jobb partján terül el Közép-patak lápja.

## Leírása
Tusnád és Újtusnád környékén, az Olt folyó mentén számos borvízforrás tör a felszínre. A nagy vízhozamú források körül keletkezett Közép-patak- és Nádasfürdő lápja. A két ásványvizes forrásláp  értékes növénytani ritkaságok élőhelye, védettséget élveznek.
Közép-patak lápja 673 m magasságban, 4 ha területen fekszik. Jelentős növényvédelmi rezervátum, itt jelzik a törpenyír (Betula humilis) és a mocsári kőtörő (Saxifraga hirculus)  legdélibb ismert előfordulási helyét Európában. A láp területén megtalálható a tőzegeper, szibériai hamuvirág, vidrafű, mocsári golyaorr, mocsári pajzsika. 
A Tusnád környékén elterülő lápokat kiszáradás, elgyomosodás veszélyezteti. Az 1986-os Olt szabályozás körüli munkálatok leginkább Közép-patak lápját érintették. A hirtelen talajvíz csökkenés következtében jelentősen zsugorodott a védett terület,  számos ritka faj pusztult el, vagy húzódott vissza kisebb területekre. A tavaszi felégetések, a környéken található községek szennyvíztisztító állomásának végterméke sem kedvez a láp élővilágának.

## Külső hivatkozások
- Archiválva 2017. február 24-i dátummal a Wayback Machine-ben